# Danielle Fichaud
Danielle Fichaud (* 13. April 1954 in Montréal) ist eine kanadische Filmschauspielerin und Schauspieldozentin.

## Leben
Fichaud studierte bis 1976 Theater am Conservatoire d’art dramatique de Montréal. Im Jahr 1988 gründete sie ihre Schauspielschule Les ateliers Fichaud, die sie seither leitet. Sie unterrichtet gelegentlich an anderen Schauspielschulen, darunter am Institut national de l’image et du son (INIS) in Montréal. Am Theater ist sie als Schauspielerin und Regisseurin aktiv.
Fichaud war nach Ende des Studiums gelegentlich im Fernsehen zu sehen und übernahm kleine Rollen in Kinofilmen. In der Serie Chez Denise spielte sie von 1979 bis 1980 die Rolle der Rosemonde; in Robert Lepages Film Der Beichtstuhl war sie in einer kleinen Rolle als Polizistin zu sehen. In der zehnteiligen Serie Lance et compte – Nouvelle génération übernahm sie 2002 die Nebenrolle der Madame Vendette, die sie auch 2004 in der Fortsetzung Lance et compte: La reconquête innehatte. Es folgten weitere Serienrollen, so von 2003 bis 2004 die Rolle der Rolande Leboeuf in 15 Folgen der Serie Fortier, 2006 die Rolle der Madame Poudrier in L’Gros Show sowie von 2016 bis 2018 die Rolle der Yolande Dulude in der erfolgreichen Kriminalserie District 31.
Valérie Lemercier besetzte Fichaud in ihrer Celine-Dion-Hommage Aline – The Voice of Love als Aline Dieus Mutter Sylvette Dieu. Für ihre Darstellung wurde Fichaud 2022 für einen César in der Kategorie Beste Nebendarstellerin nominiert.

## Filmografie
- 1979–1980: Chez Denise (TV-Serie, drei Folgen)
- 1984: À toi, pour toujours, ta Marie Lou (TV)
- 1995: Der Beichtstuhl (Le confessionnal)
- 1996: Joyeux Calvaire
- 1999: Le petit ciel
- 2001–2002: Un gars, une fille (TV-Serie, drei Folgen)
- 2002: Lance et compte - Nouvelle génération (TV-Serie, fünf Folgen)
- 2003–2004: Fortier (TV-Series, 15 Folgen)
- 2004: Lance et compte: La reconquête (TV-Serie, vier Folgen)
- 2006: Délivrez-moi
- 2006: L’Gros Show (TV-Serie, zwei Folgen)
- 2007: L’âge des ténèbres
- 2009: La donation
- 2009: Les signes vitaux
- 2010: Musée Eden (TV-Serie, zwei Folgen)
- 2010: Piché: entre ciel et terre
- 2015: Au secours de Béatrice (TV-Serie, drei Folgen)
- 2015: La passion d’Augustine
- 2016–2018: District 31 (TV-Serie, sechs Folgen)
- 2018: Identités
- 2019: Mon ami Walid
- 2020: Aline – The Voice of Love (Aline)
- 2023: Fast perfekte Weihnachten (Noël joyeux)
- 2024: Universal Language (Une langue universelle)

## Auszeichnungen
- 2022: César-Nominierung, Beste Nebendarstellerin, für Aline – The Voice of Love